# Orocharis habros
Orocharis habros är en insektsart som beskrevs av Otte, D. 2006. Orocharis habros ingår i släktet Orocharis och familjen syrsor. Inga underarter finns listade i Catalogue of Life.